# Ditzingen
Ditzingen là một thị xã ở huyện Ludwigsburg, Baden-Württemberg, Đức. Đô thị này có diện tích 30,4 km², dân số thời điểm ngày 31 tháng 12 năm 2006 là 24.245 người. Đô thị này có cự ly khoang 10 km về phía tây bắc của Stuttgart, và 12 km về phía tây nam của Ludwigsburg.